# 맹수 (영화)
맹수는 대한민국의 2020년 3월 개봉 예정 영화이다. 